# Andrej Mironov (hockeista su ghiaccio)
Andrej Andreevič Mironov (in russo Андрей Андреевич Миронов?; Mosca, 29 luglio 1994) è un hockeista su ghiaccio russo.

## Palmarès

### Mondiali
- 2 medaglie:
  - 1 argento (Repubblica Ceca 2015)
  - 1 bronzo (Germania/Francia 2017)